# Gregorio Pérez (militar)
Gregorio Pérez (1811-1890) fue un militar y político boliviano del siglo XIX.

## Biografía
Nació el 11 de marzo de 1811 en La Paz, hijo natural de Manuel Olvera Pérez. En 1829 se incorporó a los ejércitos del entonces presidente Andrés de Santa Cruz y un año después fue ascendido a subteniente, participando de forma destacada en las batallas de Yanacocha (13 de agosto de 1835), Humahuaca (13 de septiembre), Santa Bárbara (14 de septiembre de 1837), Iruya (11 de junio) y Montenegro (24 de junio de 1838), alcanzando en esta última el grado de teniente coronel. Posteriormente, aunque fue ascendido a coronel por su valeroso desempeño en la batalla de Ingaví (18 de noviembre de 1841), luego fue arrestado por sospecharse que conspiraba contra el gobierno de José Ballivián. El 4 de noviembre de 1847, los coroneles Sebastián Ágreda y Manuel Isidoro Belzu fueron nombrados generales de brigada. Este último se alzó en armas y después de una victoria clave en Yamparáez, el 6 de diciembre de 1848, se hizo con el poder.
El 8 de junio de 1849, el presidente Belzu lo nombró general de brigada y comandante general de La Paz, siendo ascendido junto al también coronel Celedonio Ávila. Sin embargo, el 21 de marzo de 1853, en La Paz, se descubrió una conspiración para llevarlo al poder que fracasó, Apoyado por Severino Zapata, segundo jefe del batallón Chorolque y los coroneles Ortiz, Pantoja y otros. Pérez negó toda participación ante el presidente y fue puesto en arresto domiciliario bajo juramento. El 21 de julio fue ascendido a general de brigada el coronel José María de Achá. En enero de 1854, acompañó a José María Linares a una expedición de 150 hombres a la provincia de Omasuyos, pero hostigados por los indios se retiraron al Perú.
El 8 de septiembre de 1857, Linares se alzó en Oruro, por lo que dos días después Pérez reunió gente en Caja del Agua e intentó tomar el palacio de gobierno, se dirigió a San Sebastián y entró por la calle del Comercio, siendo rechazado por el fuego de los gubernamentales. Se retiró a Corocoro, donde capturó armas que venían para la guarnición del gobierno, formando una tropa de 300 hombres. El gobierno de La Paz envió al coronel La Riva con 100 hombres y se dio un combate en Pontezuelo el 20 de septiembre, donde La Riva fue vencido. Pérez volvió a La Paz y organizó una división de tres batallones, un escuadrón y una columna de rifleros. El 20 de octubre salió a Cochabamba, de la que se había hecho Linares. En el camino se enteró de que habían tropas gubernamentales en Paría y para evitarlas marchó por la altura de Colquiri. El 14 de noviembre, en las alturas de Marquirivi, descendió por una ladera a cuyos pies estaba la fuerza del coronel Pedro Villamil, rompió fuego sobre sus enemigos y tras una de combate se había hecho con el lugar. Villamil había tenido al batallón Chorolque y 2 cañones de su parte, dejando 35 muertos, 17 heridos y 111 prisioneros. Luego siguió su marcha y se unió a Linares.
Más tarde, escribió una exposición para justificar su conducta. Fue premiado con la cartera de ministro de Guerra por un corto período, pues entró en conflicto con Linares cuando el mandatario se proclamó dictador, siendo desterrado a la Argentina. Sin embargo, en 1861 cayó Linares y Pérez regresó a Bolivia, sirviendo al nuevo presidente Achá en Loreto (La Paz). Al año siguiente, se descubrió una conspiración a favor de Belzu en La Paz el 10 de febrero. Sin embargo, en Sucre (Chuquisaca) hubo un alzamiento exitoso el 7 de marzo, también a favor de Belzu. Pérez fue enviado desde Oruro a enfrentar a los rebeldes, derrotando a 1500 revolucionarios que avanzaban a Potosí el 3 de abril. También participó de las elecciones generales del 6 de agosto, obteniendo 6000 votos frente a los 10 000 que obtuvo Achá. En respuesta, Pérez se alzó en armas en La Paz y con una tropa de 1000 hombres se enfrentó al presidente en la llanura de San Juan, donde fue vencido por el valeroso ataque del coronel Mariano Melgarejo. El general vencido huyó a La Paz y luego a Chile.
En 1865 el propio Melgarejo, nuevo presidente, lo rehabilito en el ejército y le nombró prefecto de La Paz. Sin embargo, ante el autoritarismo y las reformas de Melgarejo participó de la rebelión armada que lo derrocó el 15 de enero de 1871. El 23 de diciembre de 1874 se alzó nuevamente contra el presidente Tomás Frías Ametller, siendo vencido en Chacoma el 18 de enero de 1875 por el general Hilarión Daza. El 12 de marzo marzo de 1880, Pérez fue jefe de Estado Mayor de los coroneles sublevados José Manuel Guachalla y Uladislao Silva, quienes se alzaron en Viacha con los batallones Oruro, Murillo y Bustillo en plena guerra del Pacífico. Después de esto se retiró a la vida privada, muriendo en La Paz el 22 de julio de 1890.